# Војислав Илић Млађи
Војислав Илић Млађи (Ореовица, 7. октобар 1877 — Београд, 22. мај 1944) био је српски песник. Био је активан у периоду између Првог и Другог светског рата. Писао је поезију, књижевне критике, преводио са руског, француског и немачког језика и сврставан је међу водеће умове свога доба. Његови стихови урезани су на капели српског војничког гробља на Зејтинлику у Солуну. Објавио је преко четрдесет књига, а сарађивао у стотинак часописа. Његов легат налази се у Удружењу за културу, уметност и међународну сарадњу „Адлигат” у Београду.
Награда Војислав Илић Млађи додељује се сваке године њему у част, као награда за најбољи сонет на српском језику,
као и за најбољу необјављену дечију песму. Добитници ове награде за 2020. годину су књижевник Јован Бундало за најбољи сонет и књижевница Ана Стјеља за најбољу дечију песму.

## Биографија

### Детињство и школовање
Војислав Илић Млађи рођен је 7. октобра 1877. године у Ореовици код Пожаревца, као прво од седморо деце Јулијане и Јована Илића, ореовачког проте, касније пароха у цркви Светог Марка у Београду, а потом и дворског свештеника обе српске династије. Тамо се налазила његова родна кућа, која је имала статус споменика културе, али је деведесетих година 20. века срушена.
Погрешно је често везиван за песника Војислава Илића, са којим није у сродству, мада су живели извесно време у суседству на београдској Палилули. Због истог имена и презимена, чак и средњег слова, а из поштовања према Војиславу Илићу, своме имену придодао је Млађи.
Основну школу завршио је у родном селу, а потом је уписао и завршио Пожаревачку гимназију. Већ у својим средњошколским данима почео је да пише, објављујући песме у већем броју часописа тог времена. Након завршене гимназије одлази на студије у Београд, где му је отац био парох, и уписује Правни факултет на Великој школи. Као студент, 1902. године, издао је малу збирку преведених песама Туђински бисер. Ова збирка прошла је готово непримећена, а касније у животу рекао је за њу да је "данас поготову нигде и нема". Током студија се заљубио у Даринку Симоновић, ћерку попа Милоша Симоновића, којом се жени одмах по завршеним студијама 1903. године.

### Младост и предратни период
Након завршеног права, Војислав је службовао у својству судског писара и под овим запослењем често се са својом женом селио по српским варошима. Радио је у Чачку, Крушевцу, Јагодини, Алексинцу и Ћуприји. Међу овим местима, на даљи ток живота, али и његово песништво, највише утицаја имао је боравак у Алексинцу. У том периоду, 1905. године, његова жена Даринка Илић радила је као учитељица у Кривом Виру, селу надомак Зајечара. Док је Војислав, услед болести и по препоруци лекара, привремено послат на обалу Јадранског мора, његова тромесечна ћерка Јулијана разболела се и убрзо потом преминула. Ово је прва од неколико великих несрећа у његовом животу, након којих Војислављево песништво добија снажну ноту туге и боли.
По повратку са Јадрана одлази да посети своју жену у Кривом Виру, затиче је у прељуби и, у трагичном сплету околности, одузима јој живот. Под истрагом је одлежао шест месеци у притвору у Зајечару, након чега је утврђено да није крив, те је пуштен на слободу. У образложењу пресуде, донесене августа 1906. године, „утврђено је да је оптужени без своје кривице, у јарост доведен поступцима и великим уценама од стране убијене, пок. Даринке, дело ово одмах учинио”. Овај догађај снажно је утицао на његов живот и сву своју тугу и бол Војислав ће преточити у поезију. Године 1909. објављује своју прву збирку ауторских песама под називом Песме, међу којима се истичу Ноћна свирка, Из једне шетње, Над извором Тимока, Звони, Њен венчић, Из болничких часова, У поштанским колима. За ову збирку Јован Скерлић написаће критику, касније укључену у дело Писци и књиге (1964). Између осталог, Скерлић пише:
Има у овој књизи цео један низ песама потпуно личних и најинтимнијих, где је велика искреност нашла врло јак и импресиван израз. Илић је имао једну велику несрећу у своме животу, и нема никакве неделикатности помињати је када је она врло отворено и у појединостима испричана у целом једном низу јаких песама [...] Утисак остаје, и он је, у својој трагичности, велик и силан.
Скерлић такође наводи да је Војислав до тада био само осредњи песник, који је, као и сви песници, преводио и објавио књигу преведених песама. Међутим, дотакнут личним суновратом, досеже песничке висине. Неколико година касније, Богдан Поповић уврстиће три његове песме у своју Антологију новије српске лирике (1911).

### Међуратни период
Након завршетка Првог светског рата, 1919. године, Војислав је постављен на позицију секретара Апелационог суда у Београду. По други пут се оженио, и са женом Јованком Првановић, домаћицом, изродио је осморо деце. И у овом браку прерано је изгубио троје деце, ћерку Загорку и синове Јована и Душана, што ће многе навести да његову судбину често пореде са судбином Јована Јовановића Змаја. Својој деци посветио је неке од најлепших и најтужнијих стихова.
Током 1922. године радио је као помоћник управника Народне библиотеке Србије, а од исте године радио је као инспектор у Министарству правде, све до пензионисања.
Између два светска рата важио је за једног од омиљених песника, чији су се стихови читали на разним свечаностима, празницима, комеморацијама, али и у школама, црквама, на гробљима и у Двору.  Писао је у првом реду родољубиве, затим завичајне, љубавне и дечије песме, али и хумористичко – сатиричне, религиозне, краљевске и друге. Често му је указивана велика част позивањем да саставља надгробне стихове, али и да држи говоре на сахранама многих великана, међу којима су  војвода Радомир Путник и војвода Живојин Мишић. Његови дирљиво састављени епитафи красе многе гробове београдског Новог гробља. Занимљиво је да је, у неколико наврата, Војислав и сам себи писао епитафе, уз које би наводио шаљиве разлоге попут: „Спремљен себи самом, кад сам, као помоћник библиотекара, имао несрећу да се, једне зиме, у Народној библиотеци, смрзавам од хладноће".
Војислав је, на строго анонимном конкурсу за песнике чије би се песме могле наћи на српском војничком гробљу на Зејтинлику у Солуну, приложио своју песму иако су у комисији били људи са којима није био у добрим односима. Његови стихови су одабрани, без претходног знања о ауторству, а потом уклесани на камен величанственог маузолеја. Илићеви стихови исписани су и на споменику српским јунацима сахрањеним у гробници на Мачковом камену.
Током свог живота доста је преводио, чиме је Србији значајно приближио Пушкина, Љермонтова, Гетеа, Шилера, Молијера, Готијеа, Ламартина и друге великане. У два маха његова дела превођена су на бугарски (1922. и 1929) и на есперанто (1932).
Неколико година пред почетак Другог светског рата, Војислав се нашао у финансијској кризи. Од срца желећи да му помогне, а да притом Војислава не увреди, научник Михајло Пупин откупио је више стотина примерака његових књига и на тај начин га спасао глади. Илић му се у два наврата одужио и захвалио песмама. Прва песма настала је 1933. године, поводом научниковог рођендана, а друга поводом Пупиновог подизања „Народног Дома" (данас део Меморијалног комплекса) у Идвору, 1935. године. Оригинални рукописи ових песама данас се налазе у Удружењу за културу, уметност и међународну сарадњу „Адлигат" у Београду.

### Други светски рат и послератни период
Стихови Војислава Илића Млађег често су били снажни, отмени, горљиви и искрено национално обојени, а у њима се јасно могла видети љубав према Краљу и вери. Овакве тематике утицале су на протеривање и укидање Илићеве речи из српске књижевности након 1945. године. Међутим, песник није доживео ову одлуку. Преминуо је 22. маја 1944. године у окупираном Београду, а сахрањен је на Новом гробљу, у породичној гробници у 11. парцели, поред своја два рано преминула сина.

### Данас
Војислав Илић Млађи дуго је био заборављен у српској књижевности. Међутим, у Србији овог века постепено се формира уверење да је Илић један од класика српске књижевности, који је био жигосан и бојкотован у периоду комунизма и тако неправедно заборављен.
Центар за културу општине Жабари, који носи назив по песнику, сваког октобра организује Дане Војислава Илића Млађег у Оревици, песниковом родном селу. У оквиру фестивала додељује се Награда Војислав Илић Млађи за најбољи сонет на српском језику.

## Легат Војислава Илића Млађег
Априла 2018. године, Илићева унука Милица Јањушевић, поклонила је архиву свога деде Удружењу за културу, уметност и међународну сарадњу „Адлигат", а августа 2020. године у Музеју српске књижевности отворен је његов легат.

## Галерија
- Војислав Илић Млађи
- Фотографија са потписом В. Илића Млађег
- Породични портрет
- Војислав са породицом у Сокобањи 1926. године
- Војислав са својом децом
- Војислав у свом дворишту
- Визиткарта Војислава Илића Млађег